# Huluba (okręg Ardżesz)
Huluba – wieś w Rumunii, w okręgu Ardżesz, w gminie Vulturești. W 2011 roku liczyła 225 mieszkańców.